# Tropismenlehre
Die Tropismenlehre bezeichnet eine mechanistische Theorie, dass nur physikalisch-chemische Ursachen die Bewegungen der Pflanzen und Tiere als Reaktion auf äußere Reize steuern.
Dieses Prinzip automatisch wirkender Ursachen wurde von dem Biologen Jacques Loeb (1859–1924) entwickelt, der z. B. aus Lichtreizexperimenten mit Tieren aus verschiedenen Tierklassen schloss, dass das Tier „automatisch zur Lichtquelle“ geführt wird:
„Der Wille des Tieres, der ihm in diesem Falle die Richtung seiner Bewegung vorschreibt, ist das Licht, wie es beim Fallen der Steine oder der Bewegung der Planeten die Schwerkraft ist“
Allein äußerliche Analogien in der Reaktion auf physikalische bzw. chemische Reize veranlassten Loeb, bei Pflanzen und Tieren gleichartige Regulationsvorgänge auf Reize zu postulieren sowie die Funktion des Nervensystems bei Tieren zu negieren. Die mit der Tropismenlehre vertretene Auffassung, dass Verhalten und Orientierung der Tiere aus Tropismen als reizbestimmten, zwangsmäßig ablaufenden automatischen Reaktionen bestehe, ist nicht nur theoretisch unhaltbar, sondern auch experimentell widerlegt.
Heute versteht man unter Tropismus die Bewegungen der Pflanzen bzw. ihrer Organe, die in einer bestimmten Beziehung zur Richtung der einwirkenden Reize stehen. Sie sind von den Nastien als strukturbedingte, von der Richtung der Reizeinwirkung unabhängige Bewegungen der Pflanzen einerseits und von den Taxien freibeweglicher einzelner Organismen andererseits zu unterscheiden.